# Marianaxius kroppi
Marianaxius kroppi är en kräftdjursart som beskrevs av Brian Frederick Kensley 1996. Marianaxius kroppi ingår i släktet Marianaxius och familjen Axiidae. Inga underarter finns listade i Catalogue of Life.